# Ziruza
Тасмагамбе́това Зируза Сапаргалиевна (каз. Тасмағамбет Зируза Сапарғалиқызы, Tasmağambet Ziruza Saparğaliqyzy; род. 10 января 1997, Амангельдинский район, Тургайская область), известна мононимно как Ziruza —  казахстанская певица в жанре q-pop и поп-музыки, актриса. Первый видеоклип вышел 2017 году на песню «Айт енді». На май 2020 года имеет два альбома и 9 видеоклипов.

## Биография
Зируза родилась в Тургайской области (ныне Костанайская область, Казахстан), затем она и её родители проживали в городах Астана и Алма-Аты. 
В начале своей карьеры пыталась стать участницей женской группы лейбла Juz Entertainment, но этому не суждено было произойти. В 2017 году продюсер Ерлан Алимов заметил начинающую певицу, и предложил контракт на семь лет, до 2024 года. Результатом сотрудничества стало несколько видеоклипов, собравшие несколько миллионов просмотров на платформе youtube. Также участвовала в качестве актрисы в нескольких отечественных сериалах. В декабре 2019 году на Евразийской музыкальной премии ЕМА-2019 вместе с группой Alar завоевала награду в номинации «Дуэт года». Там же завоевала награду «Королева Q-Pop» .

## Дискография

### Альбомы
| №                   | Название            | Длительность |
| ------------------- | ------------------- | ------------ |
| 1.                  | «Айт ендi»          | 3:30         |
| 2.                  | «Jana»              | 3:29         |
| 3.                  | «Сағыну»            | 4:15         |
| 4.                  | «Төзім»             | 3:53         |
| 5.                  | «Қиын / Оңай»       | 3:36         |
| 6.                  | «Жолама»            | 3:45         |
| 7.                  | «Kesh»              | 3:15         |
| 8.                  | «Quenn»             | 3:15         |
| Общая длительность: | Общая длительность: | Общая: 28:58 |

| №                   | Название            | Длительность |
| ------------------- | ------------------- | ------------ |
| 1.                  | «Maneken»           | 2:30         |
| 2.                  | «Sybyrlaidy»        | 3:22         |
| 3.                  | «Kobelek»           | 3:04         |
| 4.                  | «24/7»              | 3:04         |
| 5.                  | «Ne bop ketty»      | 3:09         |
| 6.                  | «Kim kelesi»        | 2:41         |
| 7.                  | «Songy nukte»       | 2:37         |
| Общая длительность: | Общая длительность: | Общая: 20:22 |

### Видеоклипы
| Год  | Название                 | Режиссёр                     | Ссылка           |
| ---- | ------------------------ | ---------------------------- | ---------------- |
| 2017 | Айт ендi                 | Ернар Нургалиев              | Видео на YouTube |
| 2017 | Қиын/Оңай                | —                            | Видео на YouTube |
| 2017 | Төзім (OST "Ана жүрегі") | —                            | Видео на YouTube |
| 2018 | Kesh                     | Валерий Задарновский младший | Видео на YouTube |
| 2018 | S.O.S                    | Валерий Задарновский младший | Видео на YouTube |
| 2019 | Тағы да (совм. Alar)     | Валерий Задарновский младший | Видео на YouTube |
| 2019 | 24/7                     | Валерий Задарновский младший | Видео на YouTube |
| 2019 | Sońǵy núkte              | —                            | Видео на YouTube |
| 2019 | Сағыну                   | —                            | Видео на YouTube |
| 2021 | Suiem (совм. B.Jigga)    | —                            | Видео на YouTube |
| 2021 | Ары ойна                 | Бауыржан Саду                | Видео на YouTube |

## Фильмография
- «Қырғын Текше»
- «Али»
- «Көке»
- «Ана жүрегі»[4]
- Сериал "Өз үйім 2"